# Lista de couraçados da França

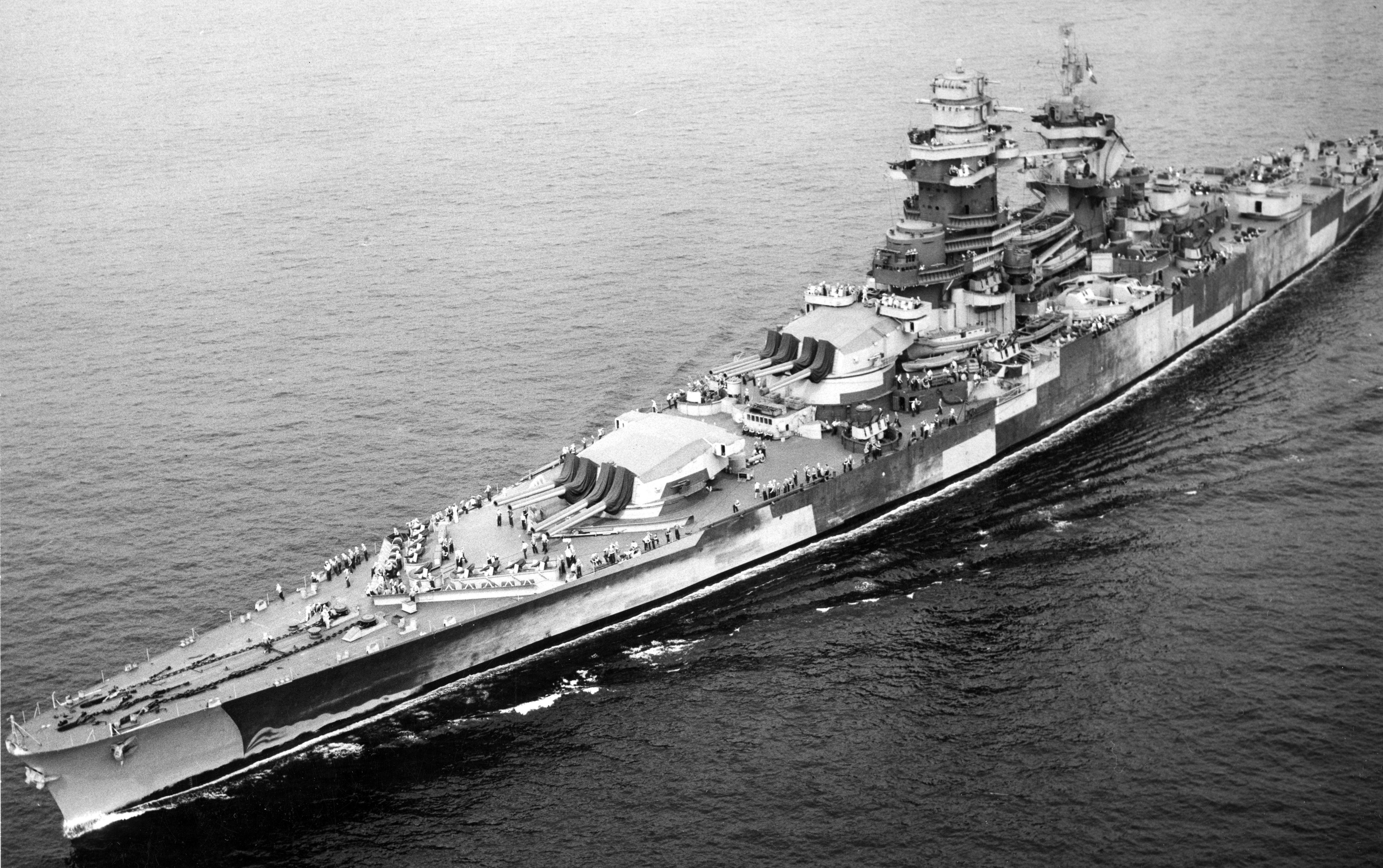
O Richelieu, membro da Classe Richelieu, em setembro de 1943 após passar por modernizações

A Marinha Nacional Francesa construiu uma série de couraçados entre as décadas de 1890 e 1940. O comando naval francês no final do século XIX era formado por duas facções: a primeira defendia a construção de navios capitais, enquanto a segunda enfatizava o uso de embarcações menores. A saída de oficiais membros desta segunda facção no final da década de 1880 permitiu que o primeiro couraçado pré-dreadnought francês fosse construído, o Brennus. O Reino Unido iniciou uma grande expansão naval em 1889, que serviu de justificativa para os franceses embarcarem em um programa de expansão próprio. Quatro embarcações foram encomendadas no ano seguinte, com uma quinta adicionada durante o processo de projeto: Charles Martel, Carnot, Jauréguiberry, Masséna e Bouvet. Estes eram navios experimentais construídos com projetos diferentes, mas sob as mesmas especificações. Todos foram considerados decepções pela Marinha Nacional.
Seguiu-se uma série de couraçados padronizados projetados por um único arquiteto naval. Estes foram os três navios da Classe Charlemagne, mais seus derivados Iéna e Suffren. A primeira leva de couraçados franceses teve uma atuação limitada que envolveu principalmente atividades de treinamento no decorrer das décadas de 1890 e 1900. Eles alternaram serviços entre as Esquadras do Norte e Mediterrâneo até serem removidos do serviço ativo no final da primeira década do século XX, enquanto embarcações mais modernas entravam em atividade. O governo francês iniciou a construção de uma nova leva de couraçados depois de 1900 com o objetivo de fazer frente à recente expansão naval da Alemanha, o que resultou em dois navios da Classe République e quatro da Classe Liberté; estes eram muito similares entre si, diferindo principalmente em suas baterias secundárias. Estas embarcações foram mais bem-sucedidas e formaram o núcleo da Esquadra do Mediterrâneo até 1914.
A construção de seis couraçados da Classe Danton foi aprovada em 1906. Entretanto, estes foram construídos após o lançamento do britânico HMS Dreadnought, que revolucionou a construção naval, o que fez com que os navios fossem obsoletos antes de entrarem em serviço. A França ficou convencida de que necessitava construir couraçados dreadnought próprios, assim encomendou quatro embarcações da Classe Courbet, sucedida por três da Classe Bretagne. Estes seriam os últimos navios do tipo construídos por duas décadas, pois o início da Primeira Guerra Mundial em 1914 forçou os franceses a cancelarem as Classes Normandie e Lyon, quando recursos financeiros e industriais foram desviados para o Exército de Terra e limitações orçamentárias impediram mais construções. A maior parte da frota francesa se concentrou na patrulha da extremidade sul do Mar Adriático a fim de conter avanços da Marinha Austro-Húngara, enquanto os pré-dreadnoughts foram empregados em outros locais, especialmente na Campanha de Galípoli, onde o Bouvet e Masséna foram afundados em 1915. Os pré-dreadnoughts sobreviventes após a guerra foram desmontados ou colocados em funções secundárias.
Os franceses retomaram seu programa de construção naval na década de 1930 a fim de fazer frente à Alemanha e Itália, o que resultou em dois couraçados da Classe Dunkerque e quatro da Classe Richelieu. Entretanto, dois membros da Classe Richelieu foram cancelados depois do início da Segunda Guerra Mundial em 1939, com apenas um sendo finalizado em tempo para atuar na guerra. Um último projeto, a Classe Alsace, foi autorizado em 1940, porém cancelado logo depois da derrota francesa na Batalha da França. Os membros da Classe Dunkerque tiveram serviço limitado, com o Dunkerque e o Provence sendo seriamente danificados no Ataque a Mers-el-Kébir, durante o qual o Bretagne foi afundado. O Lorraine foi tomado pelos britânicos e entregue para as Forças Navais Francesas Livres. O Dunkerque, Provence e Strasbourg foram deliberadamente afundados em 1942 para que não fossem tomados pelos alemães. O Richelieu foi modernizado nos Estados Unidos e serviu com a França Livre a partir de 1943, enquanto o Jean Bart permaneceu incompleto e só foi finalizado na década de 1950. Estes dois últimos serviram com a Marinha Nacional até a década de 1960, sendo desmontados.
| Armas principais | Número e tamanho dos canhões da bateria principal         |
| Deslocamento     | Deslocamento do navio totalmente carregado                |
| Propulsão        | Número e tipo do sistema de propulsão e velocidade máxima |
| Batimento        | Data em que o batimento de quilha ocorreu                 |
| Lançamento       | Data em que o navio foi lançado ao mar                    |
| Comissionamento  | Data em que o navio foi comissionado em serviço           |
| Destino          | Fim que o navio teve                                      |

## Couraçados pré-dreadnought

### Brennus

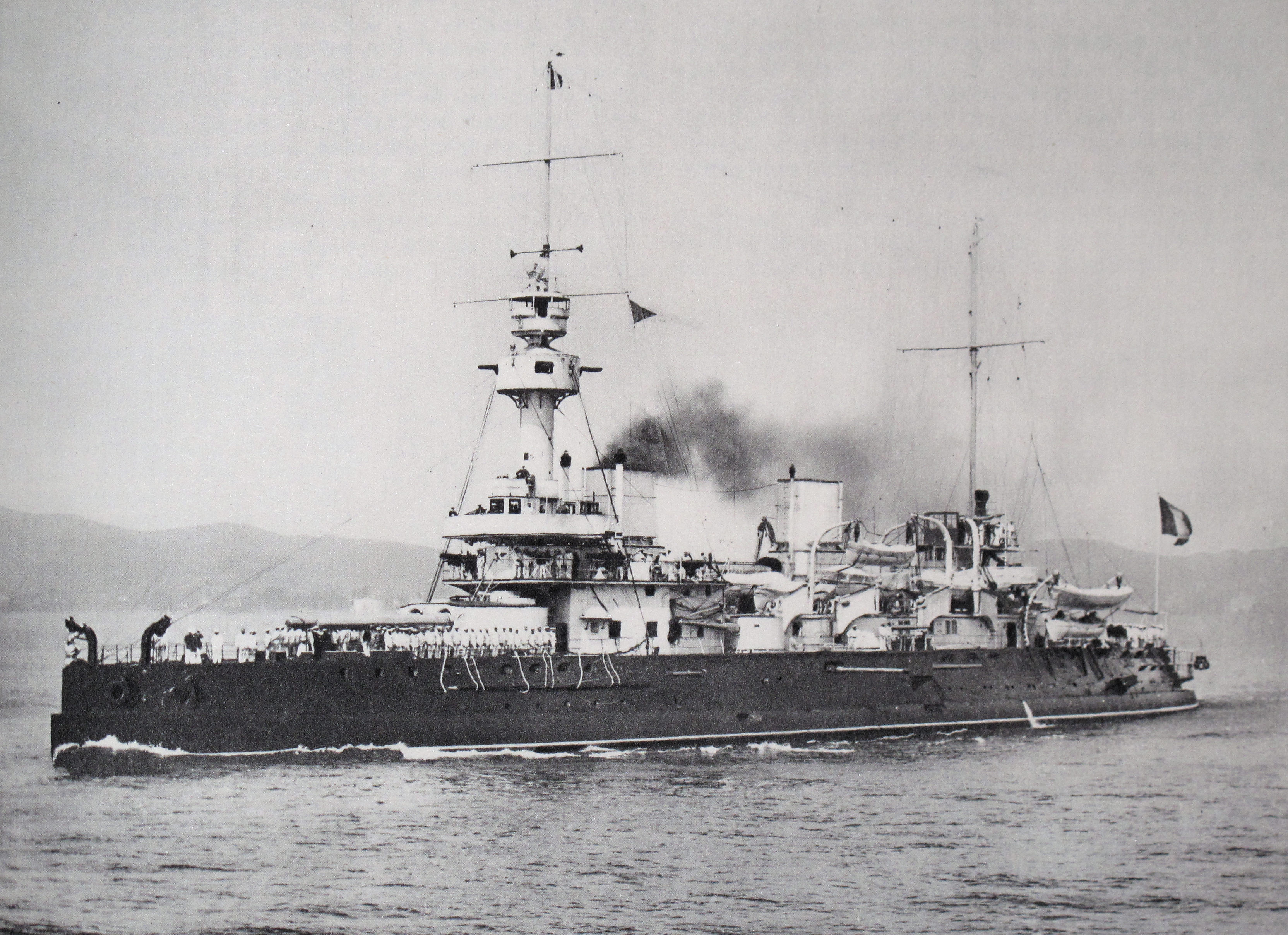
O Brennus

O Brennus foi o primeiro couraçado pré-dreadnought da Marinha Nacional Francesa. Esta, no final do século XIX, tinha experimentado a Jeune École, que enfatizava navios baratos como barcos torpedeiros e cruzadores em vez de embarcações mais caras como ironclads, que tinham dominado a construção naval nas décadas de 1860 e 1870. A Marinha Nacional assim encomendou uma série de projetos experimentais para determinar os tipos de navio mais eficientes. O almirante Théophile Aube, então Ministro da Marinha e proponente da Jeune École, cancelou dois ironclads em 1886, porém logo deixou o cargo e seu sucessor permitiu que uma das embarcações fosse reprojetada como um couraçado moderno. O projeto do Brennus foi único e preparado por Charles Ernest Huin, mas serviu de base para navios posteriores. Ele se diferenciou dos ironclads franceses anteriores ao introduzir diversas inovações, como uma bateria principal de armas grandes montadas na linha central do navio, blindagem de aço homogênea e o uso de caldeiras Belleville.
A embarcação passou a maior parte de sua carreira na Esquadra do Mediterrâneo, inicialmente como capitânia. Colidiu e afundou o contratorpedeiro Framée em 1900. Foi relegado à Esquadra de Reserva no início do século XX a medida que novos couraçados entravam em serviço; durante este período esteve praticamente inativo e com uma tripulação reduzida, reativado apenas para exercícios com o resto da frota. Foi usado como navio-escola de 1908 até 1914. Sua idade avançada e péssima condição impediram que atuasse depois do início da Primeira Guerra Mundial em 1914, assim permaneceu atracado e canibalizado por peças para outros navios. Foi removido do registro naval em 1919 e enviado para desmontagem três anos depois.
| Navio   | Armas principais | Deslocamento | Propulsão                                      | Serviço         | Serviço         | Serviço         | Serviço            |
| Navio   | Armas principais | Deslocamento | Propulsão                                      | Batimento       | Lançamento      | Comissionamento | Destino            |
| ------- | ---------------- | ------------ | ---------------------------------------------- | --------------- | --------------- | --------------- | ------------------ |
| Brennus | 3 × 340 mm       | 11 370 t     | 2 motores de tripla-expansão; 17 nós (31 km/h) | janeiro de 1889 | outubro de 1891 | janeiro de 1896 | Desmontado em 1922 |

### Charles Martel

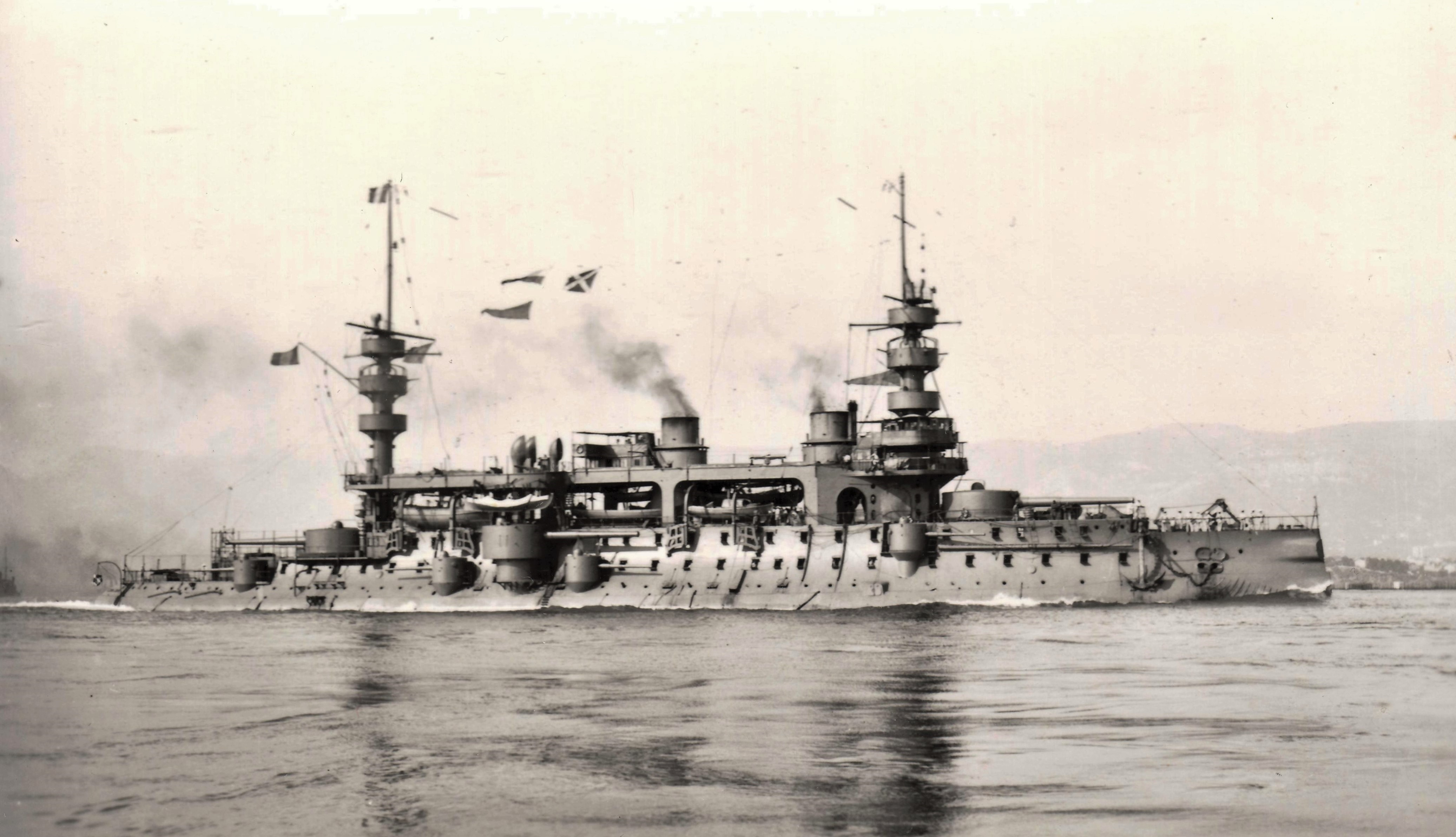
O Charles Martel

O Charles Martel foi o primeiro de cinco couraçados muito similares entre si encomendados com o Estatuto Naval de 1890, parte da resposta da França ao programa de expansão naval do Reino Unido. Os cinco tinham os mesmos parâmetros de projeto básicos, porém os arquitetos individuais tinham permissão para modificar detalhes menores. As encomendas das embarcações ocorreram depois dos britânicos aprovarem o Decreto de Defesa Naval de 1889, que autorizou oito couraçados da Classe Royal Sovereign. O Estatuto Naval tinha a intenção de manter a Marinha Nacional em uma posição de relativa paridade com a Marinha Real. O programa francês previa a construção de 28 couraçados. Os deslocamentos dos navios foram limitados a doze mil toneladas a fim de reduzir custos e minimizar objeções na Câmara dos Deputados. O projeto básico do Charles Martel também foi preparado por Huin, que se baseou no Brennus, porém o armamento foi arranjado em uma disposição losangonal que tinha sido empregada em vários antigos ironclads.
O navio mostrou-se uma decepção depois de entrar em serviço, assim como seus quatro semelhantes. Todos os quais sofreram de estabilidade ruim, principalmente em consequência de seu casco que se afinava gradualmente acima da linha d'água e uma construção sobrecarregada. O Charles Martel passou boa parte da sua carreira servindo na Esquadra do Mediterrâneo, mas juntou-se em 1897 a uma Esquadra Internacional que interveio em 1897 e 1898 na revolta grega em Creta contra o domínio do Império Otomano, durante a Guerra Greco-Turca de 1897. O couraçado serviu como a capitânia da 2.ª Divisão da Esquadra do Mediterrâneo a partir de 1900, sendo transferido para a Esquadra de Reserva em 1902 e servindo como sua capitânia até o ano seguinte. O Charles Martel foi transferido para a 2.ª Esquadra de Batalha em 1910 e então para recém-criada 3.ª Esquadra de Batalha em 1911. Voltou para a reserva em 1912 e não teve mais nenhum serviço ativo, sendo desmontado em 1922.
| Navio          | Armas principais      | Deslocamento | Propulsão                                      | Serviço        | Serviço        | Serviço           | Serviço            |
| Navio          | Armas principais      | Deslocamento | Propulsão                                      | Batimento      | Lançamento     | Comissionamento   | Destino            |
| -------------- | --------------------- | ------------ | ---------------------------------------------- | -------------- | -------------- | ----------------- | ------------------ |
| Charles Martel | 2 × 305 mm 2 × 274 mm | 11 880 t     | 2 motores de tripla-expansão; 17 nós (31 km/h) | agosto de 1891 | agosto de 1893 | fevereiro de 1897 | Desmontado em 1922 |

### Carnot

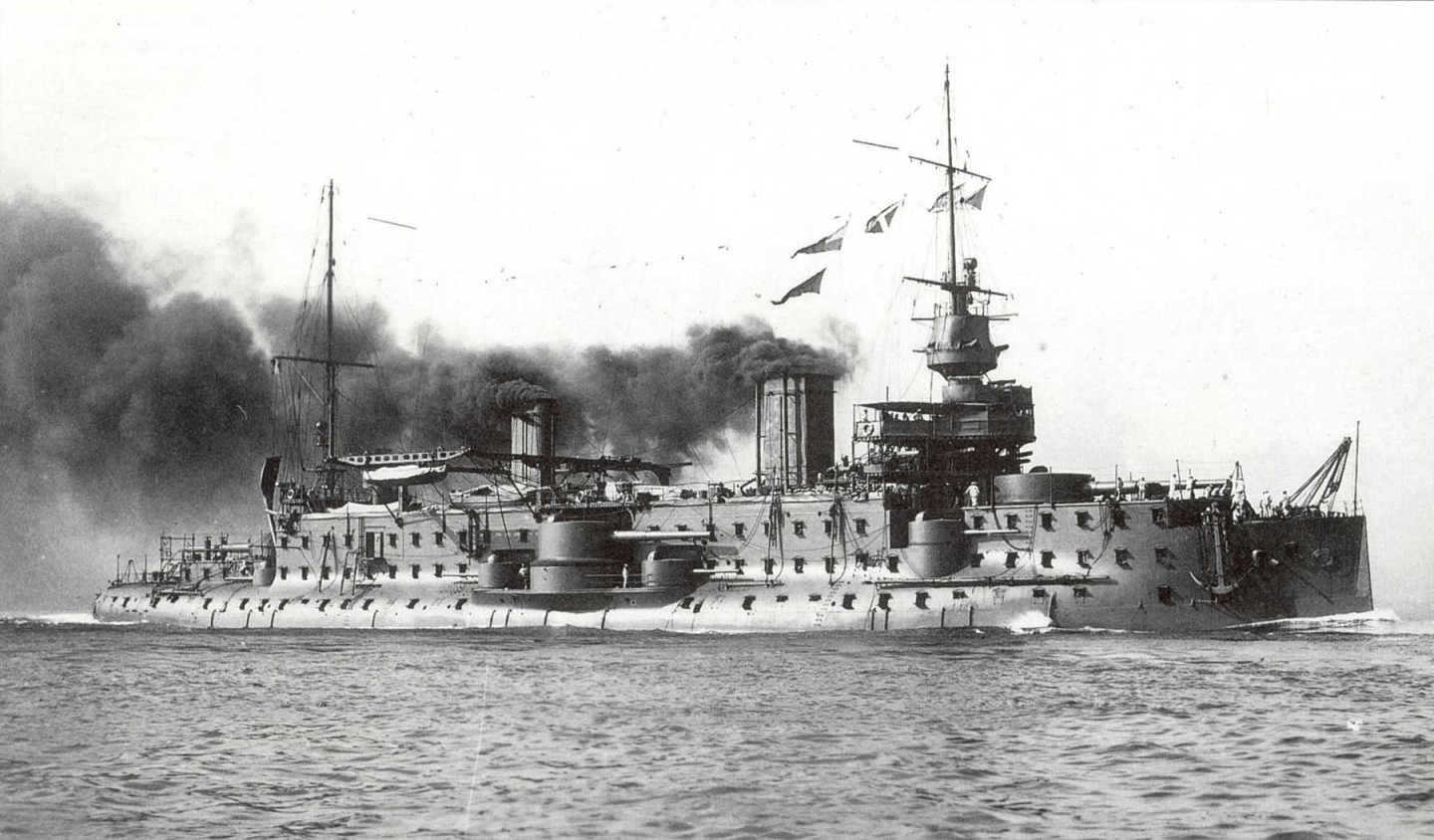
O Carnot

O Carnot foi encomendado no mesmo programa de expansão naval que produziu o Charles Martel e, assim como seu predecessor, foi muito baseado no Brennus. O Estado-Maior da Marinha Nacional, em vez de repetir o mesmo projeto, permitiu que arquitetos navais diferentes elaborassem projetos diferentes a fim de comparar propostas para programas futuros. O Carnot foi projetado por Victor Saglio, o sub-diretor de construção naval em Toulon. O couraçado era bem similar ao Charles Martel, possuindo a mesma bateria principal, mas com uma superestrutura menor em uma tentativa de minimizar o peso acima da linha d'água e consequentemente melhorar a instabilidade que afligia muitos dos navios capitais franceses do período. O Carnot ainda assim ficou muito pesado e mostrou-se que também sofria de instabilidade. Modificações foram realizadas depois que ele foi finalizado, mas não foram capazes de solucionar os problemas e, assim como as outras embarcações do programa de expansão naval de 1890, não foi um navio bem-sucedido.
Seu início de carreira foi similar à do Charles Martel, passando boa parte dela na Esquadra do Mediterrâneo e também atuando em 1897 na Esquadra Internacional em Creta. Depois disso alternou passagens pelas Esquadras do Norte e Mediterrâneo; foi designado para a Esquadra do Norte em 1901, seguido por uma breve passagem na Esquadra do Mediterrâneo e depois colocado na Esquadra de Reserva em 1903. Retornou para o serviço ativo na Esquadra do Norte no ano seguinte, onde permaneceu até 1907, quando foi designado para a 2ª Esquadra de Batalha no Mediterrâneo. A unidade foi transferida para Brest no início de 1911, mas retornou para Toulon no final do ano, onde foi renomeada para 3ª Esquadra de Batalha. O Carnot voltou para a reserva em 1913 e foi desmontado em 1922.
| Navio  | Armas principais      | Deslocamento | Propulsão                                      | Serviço       | Serviço       | Serviço         | Serviço            |
| Navio  | Armas principais      | Deslocamento | Propulsão                                      | Batimento     | Lançamento    | Comissionamento | Destino            |
| ------ | --------------------- | ------------ | ---------------------------------------------- | ------------- | ------------- | --------------- | ------------------ |
| Carnot | 2 × 305 mm 2 × 274 mm | 11 955 t     | 2 motores de tripla-expansão; 17 nós (31 km/h) | julho de 1891 | julho de 1894 | julho de 1897   | Desmontado em 1922 |

### Jauréguiberry

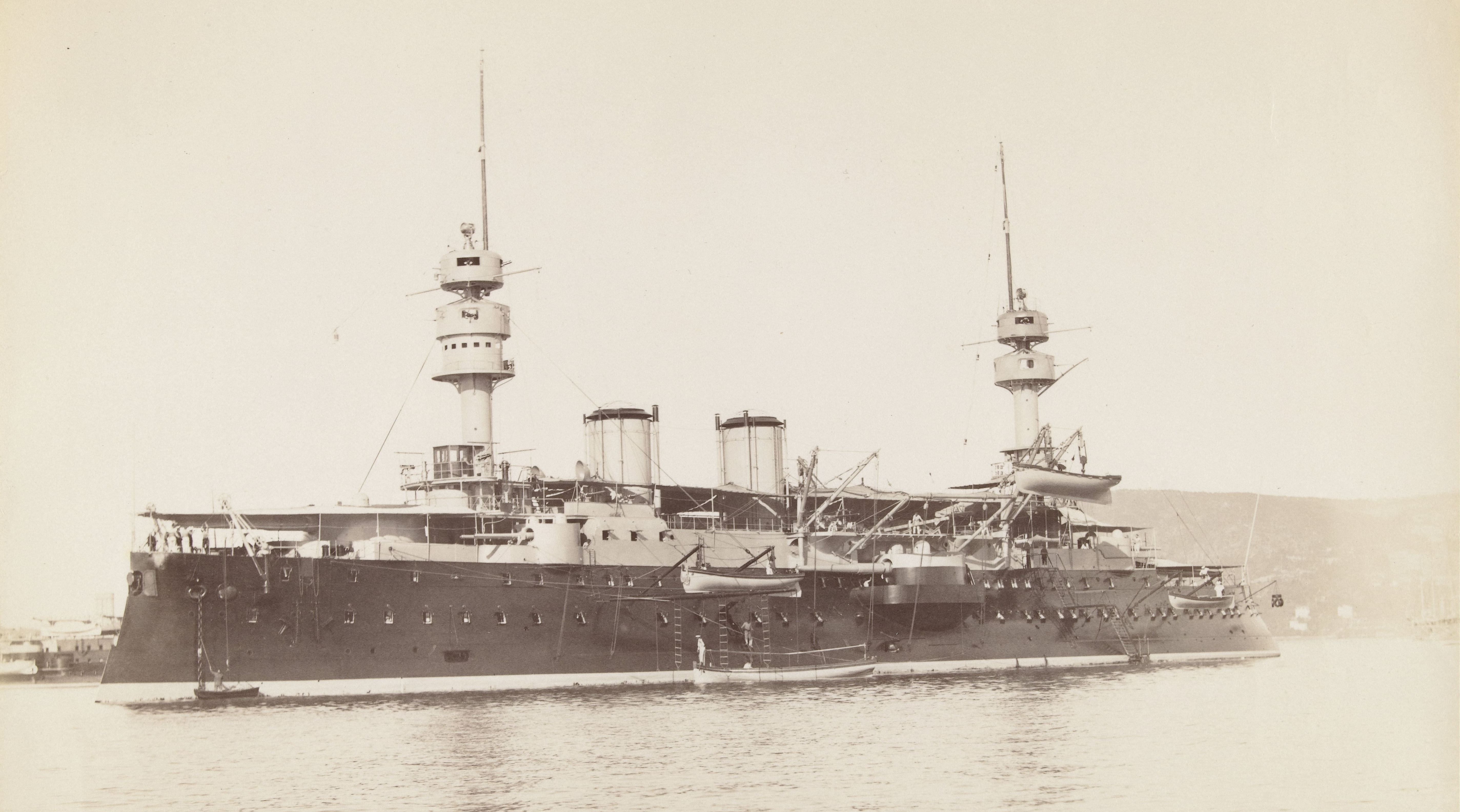
O Jauréguiberry

O Jauréguiberry foi projetado por Amable Lagane, o arquiteto naval que tinha supervisionado a construção de um dos ironclads da Classe Magneta. Consequentemente, o couraçado foi muito influenciado por essa embarcação anterior, principalmente em seu casco comparativamente mais curto e largo. O ironclad chileno Capitán Prat, então em construção no mesmo estaleiro e também projetado por Lagane, foi outra inspiração. A bateria secundária do Capitán Prat era montada em torres de artilharia duplas a fim de economizar peso, com Legane adotando essa inovação no Jauréguiberry, a primeira vez que tal arranjo foi usado em um navio francês. Assim como seus contemporâneos, o couraçado era instável e sofria de navegabilidade ruim, consequência de seu deslocamento limitado.
O Jauréguiberry teve uma carreira relativamente tranquila em tempos de paz. Sofreu alguns pequenos acidentes, incluindo duas explosões das câmaras de ar comprimido dos torpedos em 1897 e 1905. Também fez parte da Esquadra Internacional em 1897. Foi designado para a Divisão de Treinamento em 1913 e no ano seguinte para a Divisão Especial. O Jauréguiberry foi enviado para dar cobertura para comboios do Norte da África para a França depois do início da Primeira Guerra Mundial e em 1915 foi colocado na Divisão Síria. Foi transferido para a Divisão de Dardanelos para operações contra o Império Otoamno, incluindo apoio aos desembarques em Cabo Helles em abril de 1915. Voltou então para a Síria, onde permaneceu até 1918, quando foi colocado na reserva. Foi descomissionado em 1919, transformado em alojamento flutuante em 1920 e desmontado em 1934.
| Navio         | Armas principais      | Deslocamento | Propulsão                                      | Serviço       | Serviço         | Serviço           | Serviço            |
| Navio         | Armas principais      | Deslocamento | Propulsão                                      | Batimento     | Lançamento      | Comissionamento   | Destino            |
| ------------- | --------------------- | ------------ | ---------------------------------------------- | ------------- | --------------- | ----------------- | ------------------ |
| Jauréguiberry | 2 × 305 mm 2 × 274 mm | 11 820 t     | 2 motores de tripla-expansão; 17 nós (31 km/h) | abril de 1891 | outubro de 1893 | fevereiro de 1897 | Desmontado em 1934 |

### Masséna

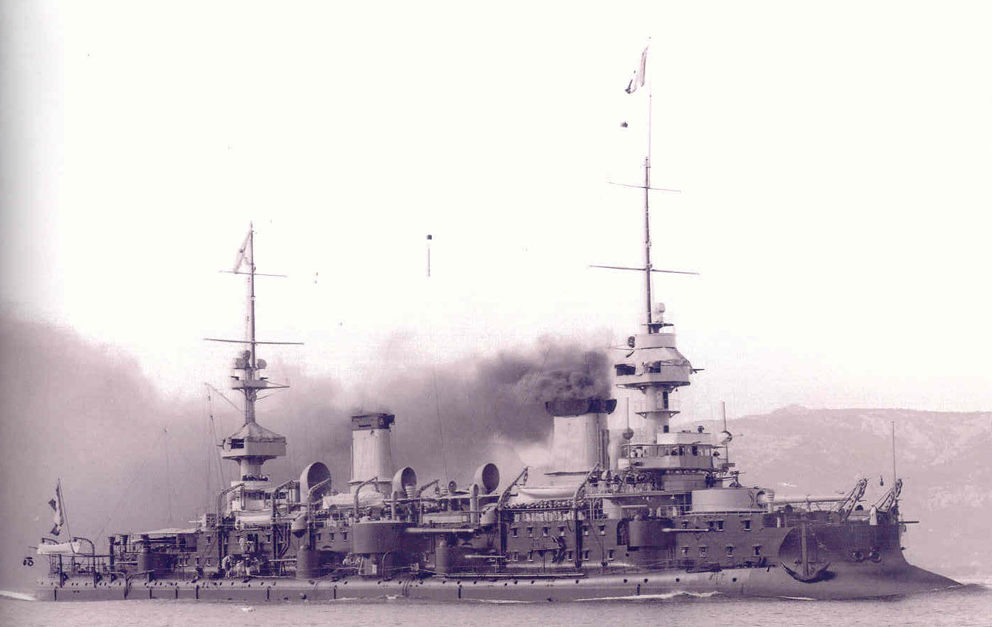
O Masséna

O Masséna foi projetado por Louis de Bussy, que também tinha projetado o cruzador blindado Dupuy de Lôme. O couraçado, como os outros membros do programa de 1890, foi construído dentro das limitações de deslocamento e sofreu dos mesmos problemas de estabilidade e navegabilidade. Também manteve o mesmo arranjo losangonal de armamento. A embarcação introduziu um arranjo de três hélices para o seu sistema de propulsão, a primeira vez que isso foi implementado em um navio capital francês, que anteriormente tinham apenas duas. O Masséna foi o primeiro couraçado a ser equipado com novas montagens dos canhões principais de 305 e 274 milímetros com um experimental calibre 45, porém esta foi depois reduzida para calibre 40 em navios posteriores.
Sua carreira foi tranquila. Ele atuou como capitânia da Esquadra do Norte e foi transferido em 1903 para a Divisão de Reserva da Esquadra do Mediterrâneo. Foi periodicamente reativado pelos anos seguintes a fim de participar de exercícios de treinamento com o resto da frota, retornando para a reserva definitivamente em 1913. Foi completamente despojado em 1915, sendo deliberadamente afundado em novembro com o objetivo de formar um quebra-mar para proteger os navios que evacuaram o exército Aliado após a derrota na Campanha de Galípoli.
| Navio   | Armas principais      | Deslocamento | Propulsão                                      | Serviço          | Serviço       | Serviço         | Serviço          |
| Navio   | Armas principais      | Deslocamento | Propulsão                                      | Batimento        | Lançamento    | Comissionamento | Destino          |
| ------- | --------------------- | ------------ | ---------------------------------------------- | ---------------- | ------------- | --------------- | ---------------- |
| Masséna | 2 × 305 mm 2 × 274 mm | 11 920 t     | 3 motores de tripla-expansão; 17 nós (31 km/h) | setembro de 1892 | julho de 1895 | junho de 1898   | Afundado em 1915 |

### Bouvet

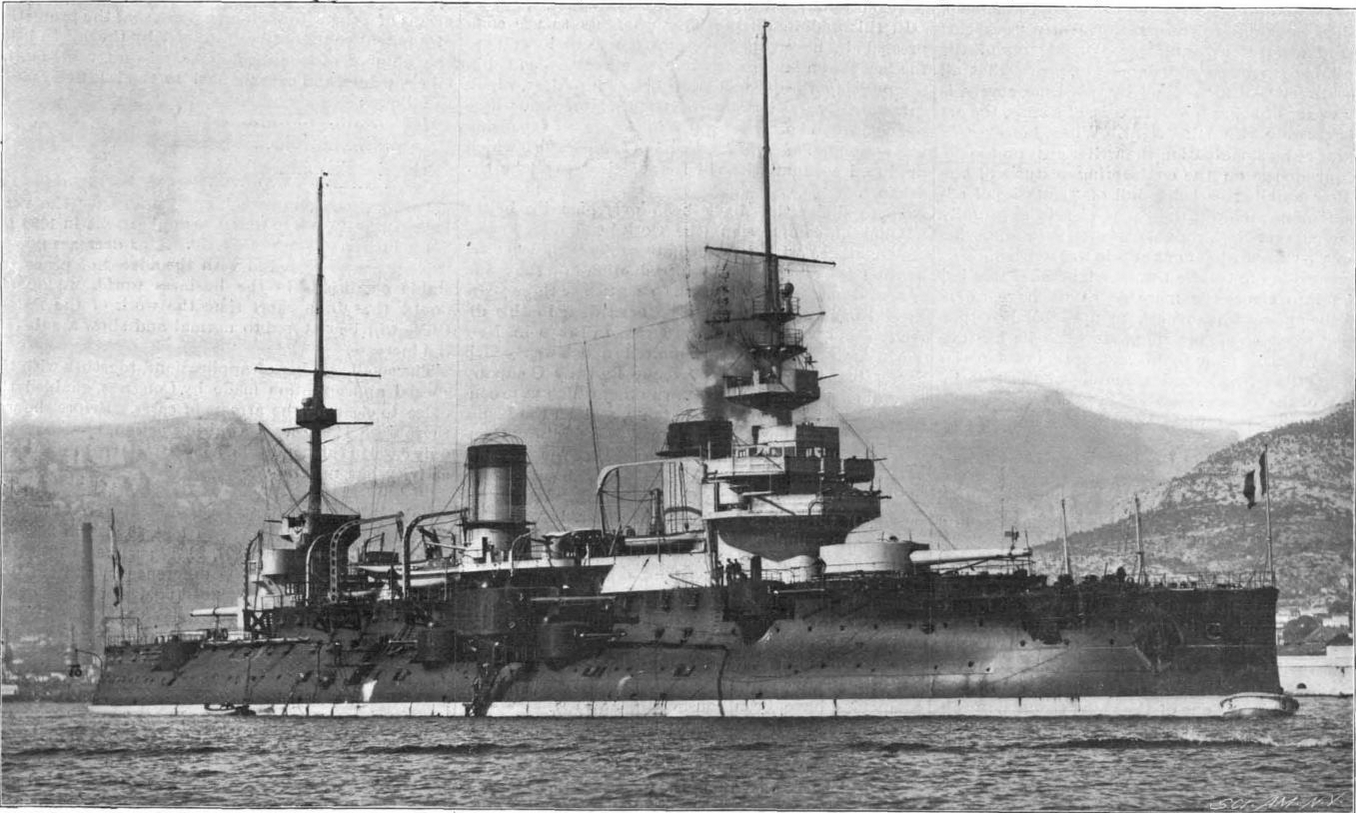
O Bouvet em janeiro de 1899

O Bouvet foi o último e mais bem-sucedido membro do programa de 1890 e a terceira embarcação projetada por Huin. Ele usou a experiência adquirida com o Charles Martel para produzir uma versão melhorada em uma tentativa de corrigir as falhas dos outros navios do programa de 1890. Sua superestrutura era menor que seus predecessores, porém ainda assim era muito pesado acima da linha d'água e tinha também problemas de instabilidade, resultado do casco que se afinava a medida que subia na estrutura. Foi o primeiro grande navio de guerra francês a ser finalizado com um sistema de controle de disparo integrado que coordenava os telêmetros, observadores e equipes de artilharia com um comando central para direcionar a mira de suas armas principais.
O navio passou sua carreira na Esquadra do Mediterrâneo e ocupou-se principalmente de cruzeiros e exercícios de treinamento. Envolveu-se em 1903 em uma colisão com o couraçado Gaulois, em que ambas as embarcações foram levemente danificadas. Ajudou nos esforços de resgate depois da erupção do Monte Vesúvio em 1906, enquanto no ano seguinte foi transferido para a 2.ª Esquadra de Batalha, parte da Frota do Mediterrâneo. Diferentemente de seus predecessores, o Bouvet permaneceu em serviço ativo até o início da Primeira Guerra Mundial, dando cobertura para transportes da tropas do Norte da África e depois sendo enviado para Galípoli. Participou de vários ataques contra fortificações litorâneas otomanas protegendo Dardanelos entre fevereiro e março de 1915, culminando em uma grande tentativa de forçar caminho pelo estreito em 18 de março. Nesta, o Bouvet foi atingido oito vezes pela artilharia otomana e acabou batendo em uma mina naval, que causou inundações descontroladas. Ele emborcou e afundou, com 24 oficiais e 619 marinheiros morrendo.
| Navio  | Armas principais      | Deslocamento | Propulsão                                      | Serviço         | Serviço       | Serviço         | Serviço          |
| Navio  | Armas principais      | Deslocamento | Propulsão                                      | Batimento       | Lançamento    | Comissionamento | Destino          |
| ------ | --------------------- | ------------ | ---------------------------------------------- | --------------- | ------------- | --------------- | ---------------- |
| Bouvet | 2 × 305 mm 2 × 274 mm | 12 200 t     | 3 motores de tripla-expansão; 18 nós (33 km/h) | janeiro de 1893 | abril de 1896 | junho de 1898   | Afundado em 1915 |

### ClasseCharlemagne

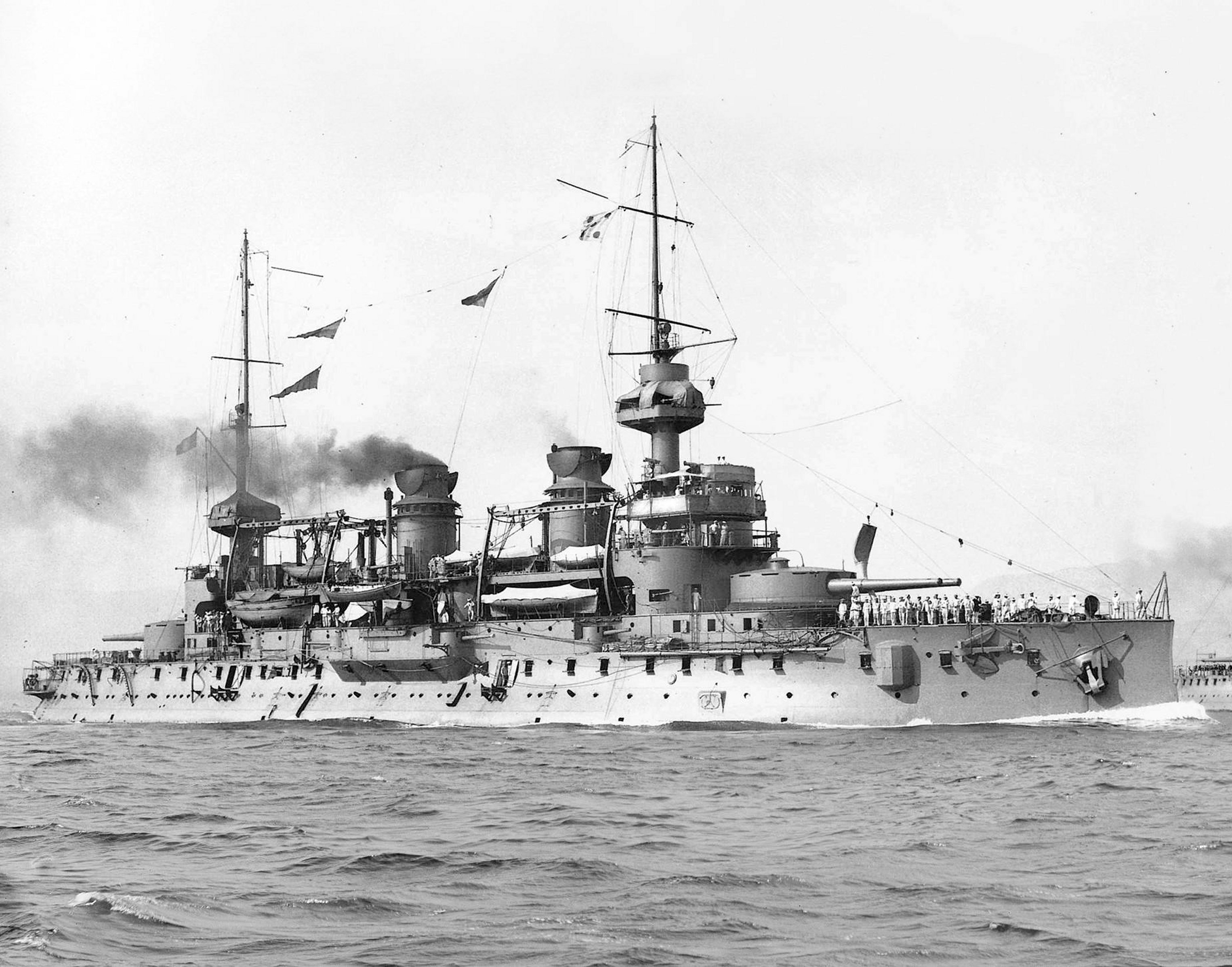
O Gaulois

Auguste Burdeau, o então Ministro da Marinha, instruiu em 1892 a equipe de projetos navais a preparar uma nova proposta de couraçado limitado a onze mil toneladas. A redução de peso deveria ser alcançada com uma torre de artilharia dupla para a bateria principal, o que reduziria pela metade o número de torres e consequentemente o peso que seria necessário para blinda-las. Burdeau inicialmente sugeriu uma torre de dois canhões de 305 milímetros na proa e outra de dois de 274 milímetros na popa, porém foi determinado que a arma menor não seria capaz de penetrar na blindagem dos couraçados britânicos mais modernos, assim uma bateria uniforme de armas de 305 milímetros foi adotada. A Marinha Nacional pediu várias propostas para os novos navios, porém as experiências negativas com a série experimental de 1890 levou à decisão de construir três navios com o mesmo projeto. Os projetistas tiveram dificuldade de incorporarem as características necessárias dentro do limite de deslocamento. O comando naval aceitou o aumento do projeto e em 1893 selecionou a proposta de Jules Thibaudier, diretor do estaleiro do Arsenal de Rochefort.
O Charlemagne e o Gaulois brevemente serviram na Esquadra do Norte e então transferidos em 1899 para a Esquadra do Mediterrâneo, onde receberam a companhia do Saint Louis no ano seguinte. Este último também atuou como capitânia. Os navios envolveram-se em vários acidentes: o Gaulois colidiu com o contratorpedeiro Hallebarde em 1900 e com o Bouvet em 1903, enquanto o Saint Louis bateu no contratorpedeiro Poignard em 1911 e abalroou o submarino Vendémiaire em 1912. Os três foram transferidos para a Esquadra do Norte em 1909, mas retornaram para a Esquadra do Mediterrâneo em 1912. Eles escoltaram comboios da Primeira Guerra Mundial e depois participaram da Campanha de Galípoli, onde o Gaulois foi seriamente danificado pela artilharia otoamana. Ele foi depois torpedeado e afundado por um u-boot alemão em 1916. O Charlemagne e o Saint Louis pouco fizeram depois disso e foram retirados de serviço em 1917. O Charlemagne foi desmontado em 1923, já o Saint Louis permaneceu como alojamento flutuante até 1931, quando foi removido do registro naval e desmontado dois anos depois.
| Navio       | Armas principais | Deslocamento | Propulsão                                      | Serviço         | Serviço          | Serviço          | Serviço            |
| Navio       | Armas principais | Deslocamento | Propulsão                                      | Batimento       | Lançamento       | Comissionamento  | Destino            |
| ----------- | ---------------- | ------------ | ---------------------------------------------- | --------------- | ---------------- | ---------------- | ------------------ |
| Charlemagne | 4 × 305 mm       | 11 275 t     | 3 motores de tripla-expansão; 18 nós (33 km/h) | agosto de 1894  | outubro de 1895  | setembro de 1899 | Desmontado em 1923 |
| Saint Louis | 4 × 305 mm       | 11 275 t     | 3 motores de tripla-expansão; 18 nós (33 km/h) | março de 1895   | setembro de 1896 | setembro de 1900 | Desmontado em 1933 |
| Gaulois     | 4 × 305 mm       | 11 275 t     | 3 motores de tripla-expansão; 18 nós (33 km/h) | janeiro de 1896 | outubro de 1896  | janeiro de 1899  | Afundado em 1916   |

### Iéna

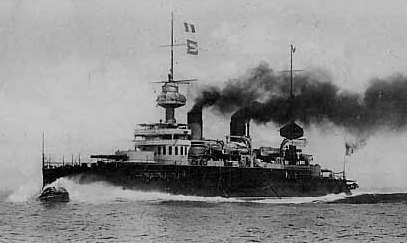
O Iéna c. 1902

O Conselho de Construção pediu em 1897 uma versão melhorada da Classe Charlemagne, que deveria corrigir problemas de estabilidade que ainda assolavam os navios capitais franceses. O vice-almirante Gustave Besnard, Ministro da Marinha, pediu para que Thibaudier projetasse uma versão maior das embarcações predecessoras. O deslocamento foi aumentado para doze mil toneladas, pois o Estado-Maior da Marinha Nacional concluiu que a Classe Charlemagne, assim como os navios do programa de 1890, tinha tentado colocar muita coisa dentro de um deslocamento limitado. O projeto de Thibaudier era em muitos aspectos uma repetição da Classe Charlemagne, incorporando poucos melhoramentos, que incluíam um esquema de blindagem mais eficiente e uma bateria secundária mais poderosa. O Iéna manteve o mesmo casco que afinava-se acima da linha d'água, que era a principal fonte da instabilidade das embarcações anteriores, mas ainda assim foi considerado que tinha boa navegabilidade e era bem manobrável.
O Iéna se tornou a capitânia da 2.ª Esquadra de Batalha na Esquadra do Mediterrâneo assim que entrou em serviço. Ele depois entrou em uma rotina de exercícios de treinamento e cruzeiros junto com o resto da frota. Sua carreira transcorreu tranquilamente, exceto pela colisão com um barco torpedeiro em 1906. O couraçado foi destruído em março de 1907 quando um de seus depósitos de munição explodiu em uma doca seca em Toulon. Uma investigação culpou o Poudre B, o propelente sem fumaça usado pela Marinha Nacional em seus navios. Os destroços foram consertados para que ficassem a prova d'água e ele foi reflutuado em 1909, sendo usado como alvo de tiro até ser parcialmente desmontado entre 1913 e 1914 próximo de Porquerolles, porém partes permaneceram no local até 1957, quando uma última demolição ocorreu.
| Navio | Armas principais | Deslocamento | Propulsão                                      | Serviço         | Serviço          | Serviço         | Serviço         |
| Navio | Armas principais | Deslocamento | Propulsão                                      | Batimento       | Lançamento       | Comissionamento | Destino         |
| ----- | ---------------- | ------------ | ---------------------------------------------- | --------------- | ---------------- | --------------- | --------------- |
| Iéna  | 4 × 305 mm       | 12 105 t     | 3 motores de tripla-expansão; 17 nós (31 km/h) | janeiro de 1898 | setembro de 1898 | abril de 1902   | Afundou em 1907 |

### Suffren

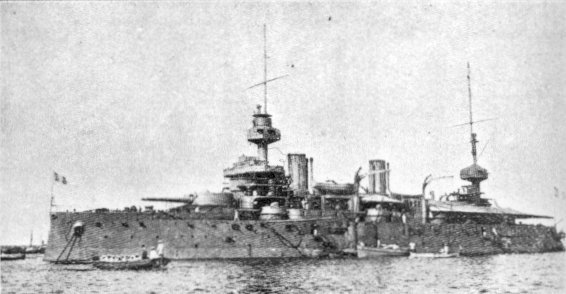
O Suffren

Besnard pediu em 1898 por um novo couraçado que deveria ser uma versão aprimorada dos projetos básicos da Classe Charlemagne e do Iéna. O deslocamento foi limitado ao mesmo que aquele do Iéna, consequentemente, Thibaudier precisou se concentrar apenas em melhoramentos na estabilidade, calibre e arranjo da bateria secundária e disposição da blindagem. Ele considerou usar torres duplas para a bateria secundária, porém preocupações sobre o risco que danos incapacitariam dois canhões em vez de um só e arranjos para arcos de tiro efetivos fizeram com que fosse rejeitadas. Seções técnicas da Marinha Nacional pediram pelo aumento do armazenamento de munições, melhorias nas blindagens da bateria secundária e acomodações para oficiais e equipe. Como resultado desses vários pedidos, a bateria secundária pode apenas ser fortalecida com a adição de mais duas armas. Aumento no comprimento do navio exigiu que melhoramentos fossem realizados no Arsenal de Brest antes que a construção pudesse começar.
O Suffren se tornou a capitânia da 1.ª Esquadra de Batalha assim que entrou em serviço. Sua carreira foi marcada por vários acidentes: colidiu com o Saint Louis em 1905 e com o submarino Bonite em 1906, quase afundando este último. Ele estava ancorado ao lado do Iéna quanto este explodiu em 1907, com a explosão tendo feito o Suffren pegar fogo. O navio quebrou um dos eixos de suas hélices em 1910 e perdeu potência durante manobras em 1911, colidindo com o couraçado Démocratie, porém não ficou seriamente danificado nestes eventos. Ele participou da Campanha de Galípoli na Primeira Guerra Mundial até o final de 1915, no ano seguinte juntando-se à frota francesa na Grécia, porém pouco fez. Ele foi torpedeado e afundado por um u-boot alemão em novembro de 1916 perto do litoral de Portugal, enquanto seguia para Lorient. Todo sua tripulação morreu.
| Navio   | Armas principais | Deslocamento | Propulsão                                      | Serviço         | Serviço       | Serviço           | Serviço          |
| Navio   | Armas principais | Deslocamento | Propulsão                                      | Batimento       | Lançamento    | Comissionamento   | Destino          |
| ------- | ---------------- | ------------ | ---------------------------------------------- | --------------- | ------------- | ----------------- | ---------------- |
| Suffren | 4 × 305 mm       | 12 890 t     | 3 motores de tripla-expansão; 17 nós (31 km/h) | janeiro de 1899 | julho de 1899 | fevereiro de 1904 | Afundado em 1916 |

### ClasseRépublique

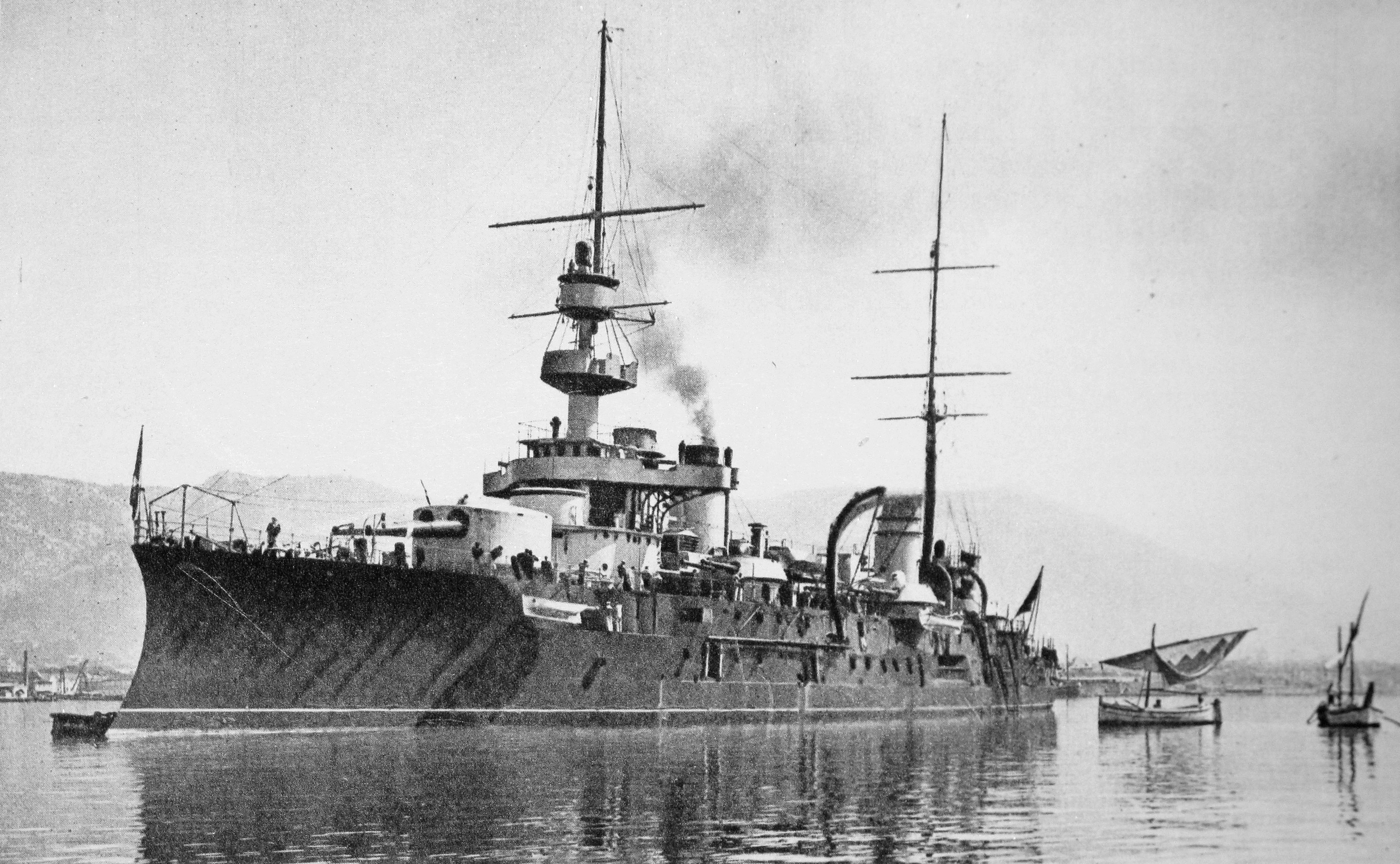
O Patrie

A Classe République foi encomendada sob o Estatuto Naval de 1900, uma reação à Lei Naval alemã de 1898, aprovando seis novos couraçados que inicialmente seriam de uma única classe homogênea. O projeto foi preparado por Louis-Émile Bertin e ele recebeu permissão para um deslocamento de até quinze mil toneladas, um grande aumento em relação a embarcações anteriores. Bertin percebeu as falhas dos cascos dos couraçados franceses anteriores e projetou a Classe République com um arranjo mais abrangente. Desenvolvimentos em baterias secundárias mais poderosas, particularmente na Classe King Edward VII britânica, fez com que os quatro últimos navios fossem reprojetados e acabaram se tornando a Classe Liberté. Seu longo período de projeto e construção fez com que ficassem prontos depois do revolucionário couraçado britânico HMS Dreadnought, o que os deixou obsoletos.
O République e o Patrie serviram no Mediterrâneo durante suas carreiras, inicialmente junto com a 1.ª Esquadra de Batalha e depois com a 2.ª Esquadra de Batalha, após a entrada em serviço dos navios da Classe Danton. Participaram da escolta de comboios durante os primeiros dias da Primeira Guerra Mundial e então foram colocados no sul do Mar Adriático para enfrentar a Marinha Austro-Húngara. Esta escolheu permanecer dentro de seus portos e os franceses só conseguiram pegar o pequeno cruzador protegido SMS Zenta durante a Batalha de Antivari. Os couraçados depois envolveram-se nos esforços Aliados para forçar a entrada da Grécia na guerra contra a Alemanha e Áustria-Hungria. O République foi parcialmente desarmado no início de 1918 para que suas armas fossem entregues ao Exército de Terra e ele em seguida se tornou um navio-escola, mas o Patrie permaneceu em serviço até 1919, quando também foi relegado a funções de treinamento. O République foi desmontado em 1921, mas o Patrie foi mantido para propósitos de treinamento até 1936, quando foi descomissionado e desmontado no ano seguinte.
| Navio      | Armas principais | Deslocamento | Propulsão                                      | Serviço          | Serviço          | Serviço         | Serviço            |
| Navio      | Armas principais | Deslocamento | Propulsão                                      | Batimento        | Lançamento       | Comissionamento | Destino            |
| ---------- | ---------------- | ------------ | ---------------------------------------------- | ---------------- | ---------------- | --------------- | ------------------ |
| République | 4 × 305 mm       | 14 605 t     | 3 motores de tripla-expansão; 18 nós (33 km/h) | dezembro de 1901 | setembro de 1902 | janeiro de 1907 | Desmontado em 1921 |
| Patrie     | 4 × 305 mm       | 14 900 t     | 3 motores de tripla-expansão; 18 nós (33 km/h) | abril de 1902    | dezembro de 1903 | julho de 1907   | Desmontado em 1937 |

### ClasseLiberté

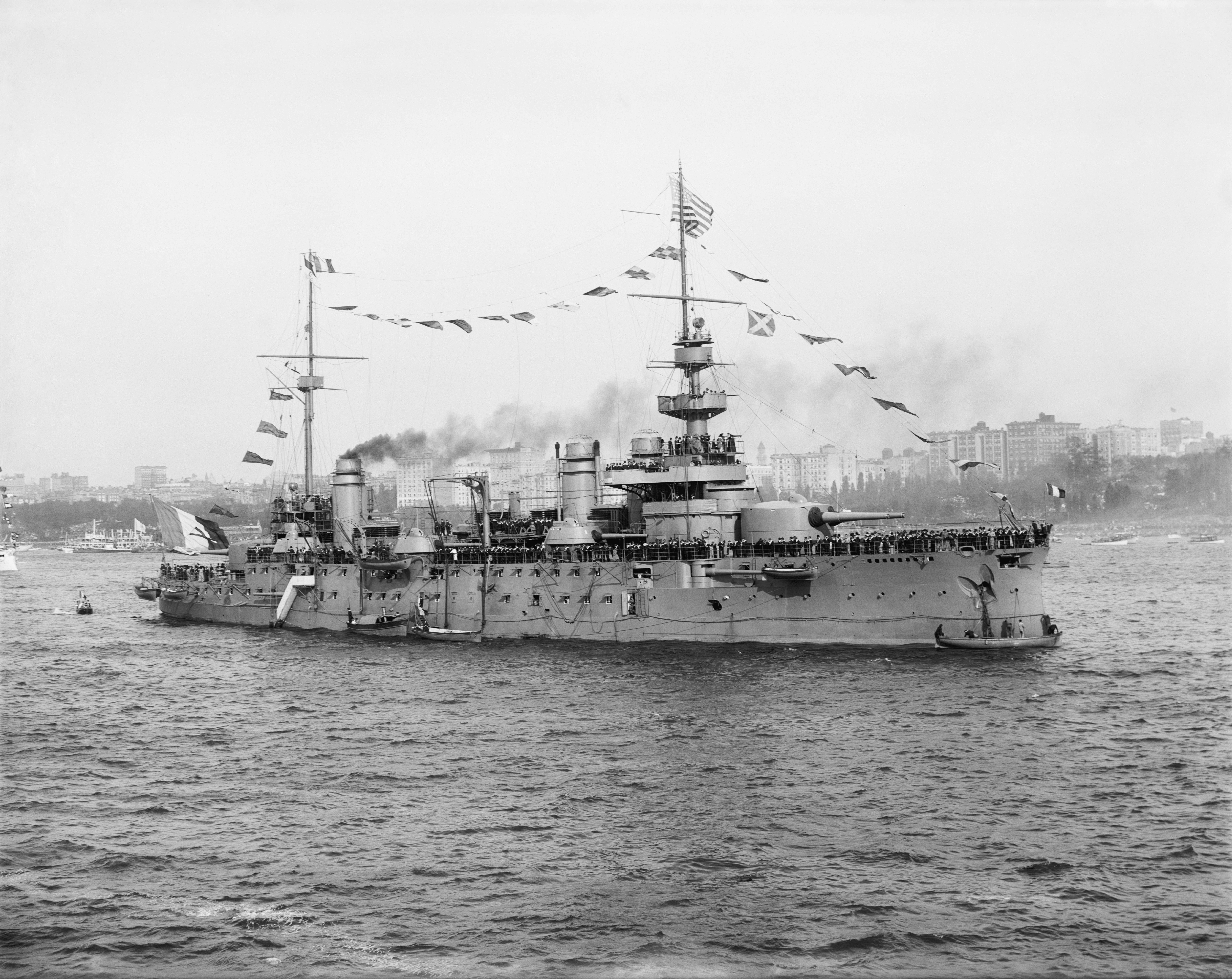
O Justice em 1909

Os quatro membros da Classe Liberté inicialmente pertenceriam à Classe République, porém foram reprojetados para poderem carregar armas secundárias maiores, resposta às secundárias maiores na Classe King Edward VII britânica. Isto atendeu o pedido do Estado-Maior da Marinha Nacional para que os navios fossem armados com canhões secundários de 194 milímetros. Bertin tinha originalmente sugerido esse canhão durante o processo de projeto original, mas o Estado-Maior tinha recusado a ideia por temores que isso diminuiria a cadência de tiro. As duas classes, com exceção disso, eram praticamente idênticas, o que levou alguns historiadores, como John Jordan e Philippe Caresse, a considerarem as embarcações como uma única classe com duas variantes.
O Liberté, Justice e Vérité viajaram para os Estados Unidos em 1909 para participarem da Celebração Hudson–Fulton, enquanto em 1911 foram designados para a atuarem na 2ª Esquadra de Batalha. O Liberté foi destruído em setembro de 1911 por uma explosão enquanto estava atracado em Toulon; a causa foi determinada como o mesmo Poudre B que tinha destruído o Iéna. Os couraçados sobreviventes escoltaram comboios no início da Primeira Guerra Mundial e participaram da Batalha de Antivari. O Verité envolveu-se brevemente em operações contra o Império Otomano no final de 1914, em seguida realizando ações na Grécia em 1916 e 1917. Os navios então permaneceram no ancoradouro da frota em Corfu até o final da guerra. O Justice e o Démocratie foram enviados para o Mar Negro imediatamente depois do armistício a fim de supervisionarem a desmobilização alemã e para em seguida participarem da intervenção dos Aliados na Guerra Civil Russa. Marinheiros cansados da guerra se amotinaram em várias embarcações e forçaram os franceses a recuar em 1919. Os três couraçados não serviram mais e foram desmontados em 1921 e 1922.
| Navio      | Armas principais | Deslocamento | Propulsão                                      | Serviço          | Serviço         | Serviço           | Serviço             |
| Navio      | Armas principais | Deslocamento | Propulsão                                      | Batimento        | Lançamento      | Comissionamento   | Destino             |
| ---------- | ---------------- | ------------ | ---------------------------------------------- | ---------------- | --------------- | ----------------- | ------------------- |
| Liberté    | 4 × 305 mm       | 14 900 t     | 3 motores de tripla-expansão; 18 nós (33 km/h) | novembro de 1902 | abril de 1905   | abril de 1908     | Afundou em 1911     |
| Justice    | 4 × 305 mm       | 14 900 t     | 3 motores de tripla-expansão; 18 nós (33 km/h) | abril de 1903    | outubro de 1904 | fevereiro de 1908 | Desmontado em 1922  |
| Vérité     | 4 × 305 mm       | 14 900 t     | 3 motores de tripla-expansão; 18 nós (33 km/h) | abril de 1903    | maio de 1907    | junho de 1908     | Desmontados em 1921 |
| Démocratie | 4 × 305 mm       | 14 900 t     | 3 motores de tripla-expansão; 18 nós (33 km/h) | maio de 1903     | abril de 1904   | janeiro de 1908   | Desmontados em 1921 |

### ClasseDanton

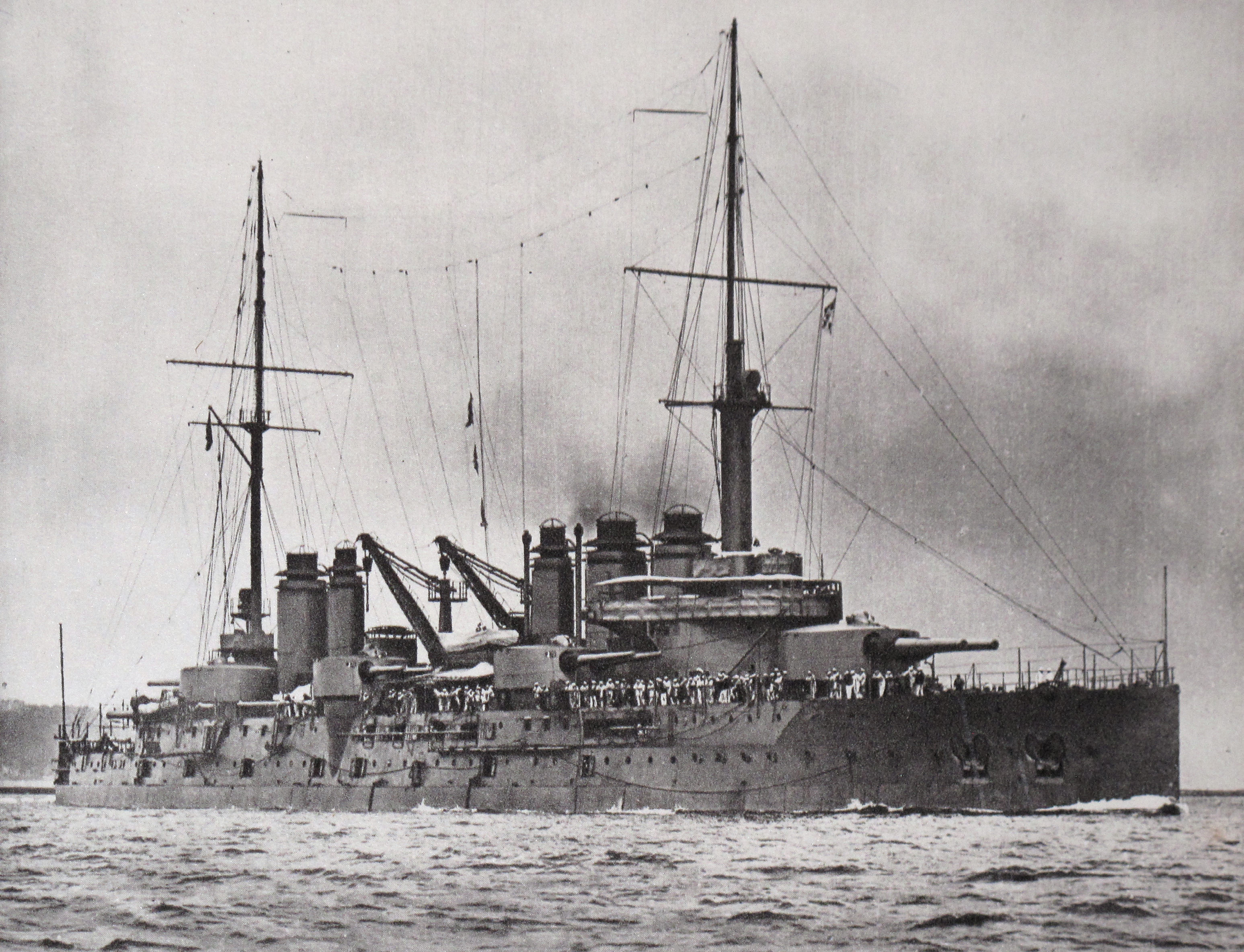
O Danton

A França começou a planejar seu próximo grande programa de construção naval depois do início das obras da Classe Liberté. O país nesse momento tinha assinado a Entente Cordiale com o Reino Unido, com o poder cada vez maior da Marinha Imperial Alemã sendo considerado uma ameaça maior. O Estatuto Naval de 1906 previa dezesseis couraçados a serem construídos até 1919, porém com um limite de dezoito mil toneladas a fim de controlar custos. Os projetos começaram depois da Batalha de Tsushima, com a Marinha Nacional tendo determinado que o sucesso da Marinha Imperial Japonesa no confronto se deu por seus navios serem mais rápidos e terem um número maior de armas de calibre médio que danificaram as superestruturas das embarcações da Marinha Imperial Russa. Consequentemente, uma bateria secundária mais poderosa foi adotada, porém a Marinha Nacional decidiu não seguir as outras grandes marinhas do mundo na construção de um couraçado dreadnought. Pressões do parlamento francês para manter o ritmo tecnológico com outras marinhas levou os projetistas a adorarem turbinas a vapor como sistema de propulsão pela primeira vez. Três navios foram originalmente planejados, mas atrasos no processo de projeto levou à autorização de seis para compensar.
Todos foram designados para a 1.ª Esquadra de Batalha, onde permaneceram até o começo da Primeira Guerra Mundial. Assim como o resto da frota escoltaram comboios de tropas do Norte da África logo e depois foram enviados para o Adriático, com exceção do Mirabeau, que estava em reformas na época. Os seis permaneceram baseados em Corfu e Malta durante a maior parte do bloqueio contra a Marinha Austro-Húngara. Neste período, parte de suas tripulações foram transferidas para navios antissubmarino a fim de combater u-boots alemães e austro-húngaros. Essa transferência de pessoal, mais escassez de carvão que reduziram o número de operações, gerou problemas de moral na frota. O Danton foi afundado por um u-boot alemão em março de 1917. As embarcações sobreviventes participaram da intervenção na Rússia em 1919, com o Mirabeau sendo danificado ao encalhar próximo da Crimeia; ele nunca foi consertado e foi desmontado. Os outros navios foram modernizados no início da década de 1920, com exceção do Vergniaud, que estava em uma condição muito ruim. Eles continuaram em papéis secundários até a década de 1930, enquanto o Condorcet continuou a ser usado como depósito até 1942, quando foi tomado por forças alemãs. Ele foi bombardeado e afundado em 1944 e depois desmontado.
| Navio     | Armas principais | Deslocamento | Propulsão                            | Serviço           | Serviço         | Serviço          | Serviço            |
| Navio     | Armas principais | Deslocamento | Propulsão                            | Batimento         | Lançamento      | Comissionamento  | Destino            |
| --------- | ---------------- | ------------ | ------------------------------------ | ----------------- | --------------- | ---------------- | ------------------ |
| Danton    | 4 × 305 mm       | 18 785 t     | 4 turbinas a vapor; 19 nós (35 km/h) | fevereiro de 1906 | julho de 1909   | junho de 1911    | Afundado em 1917   |
| Condorcet | 4 × 305 mm       | 18 785 t     | 4 turbinas a vapor; 19 nós (35 km/h) | agosto de 1907    | abril de 1909   | julho de 1911    | Desmontado em 1949 |
| Diderot   | 4 × 305 mm       | 18 785 t     | 4 turbinas a vapor; 19 nós (35 km/h) | outubro de 1907   | abril de 1909   | agosto de 1911   | Desmontado em 1937 |
| Voltaire  | 4 × 305 mm       | 18 785 t     | 4 turbinas a vapor; 19 nós (35 km/h) | julho de 1907     | janeiro de 1909 | agosto de 1911   | Desmontado em 1949 |
| Mirabeau  | 4 × 305 mm       | 18 785 t     | 4 turbinas a vapor; 19 nós (35 km/h) | maio de 1908      | outubro de 1909 | agosto de 1911   | Desmontado em 1922 |
| Vergniaud | 4 × 305 mm       | 18 785 t     | 4 turbinas a vapor; 19 nós (35 km/h) | novembro de 1907  | abril de 1910   | dezembro de 1911 | Desmontado em 1928 |

## Couraçados dreadnought

### ClasseCourbet

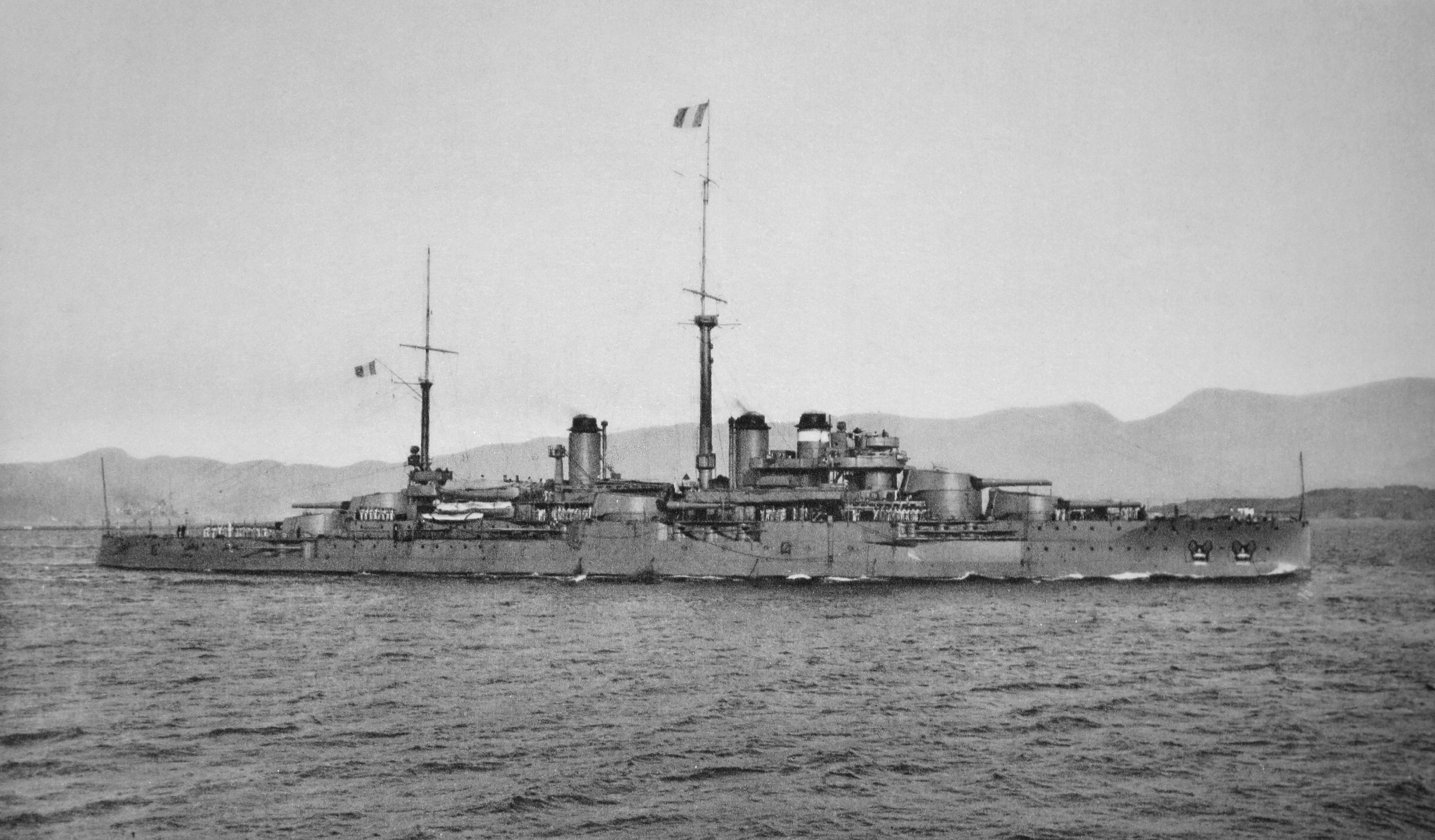
O Courbet c. 1913–14

O comando naval francês ficou convencido em 1909 que os novos couraçados dreadnought eram superiores a navios de bateria mista como a Classe Danton, assim o almirante Augustin Boué de Lapeyrère, o novo Ministro da Marinha, instruiu a equipe de projetos a preparar uma proposta. O deslocamento foi limitado a 21 mil toneladas, o que correspondia a dreadnoughts estrangeiros. Foram consideradas baterias principais uniformes de canhões de 240, 274 e 305 milímetros. A Seção Técnica preparou três projetos: o primeiro era essencialmente uma repetição da Classe Danton com maior armazenamento de munição, o segundo era uma variante desta classe com as seis torres laterais de 240 milímetros substituídas por quatro torres de 305 milímetros, enquanto a terceira tinha uma mistura de torres duplas e triplas. Boué de Lapeyrère acabou escolhendo uma versão modificada da segunda proposta.
O Jean Bart e o France transportaram o presidente Raymond Poincaré à Rússia durante a Crise de Julho. Os couraçados operaram com a frota principal na Primeira Guerra Mundial e pouco fizeram depois da Batalha de Antivari, com suas tripulações também sendo transferidas para embarcações consideradas mais importantes. O Jean Bart e o France envolveram-se na intervenção na Rússia em 1919 e retornaram para a França no final do mesmo ano, sendo designados para a nova Esquadra do Mediterrâneo Ocidental. O France afundou em 1922 depois de bater em rochas na Baía de Quiberon. Os três navios sobreviventes foram modernizados nas décadas de 1920 e 1930, servindo então em funções secundárias, primeiro como navios-escola e depois alojamentos flutuantes. O Courbet permaneceu como embarcação de treinamento até o início da Segunda Guerra Mundial, quando foi atacado por forças alemãs em junho de 1940 na Batalha da França antes de fugir para o Reino Unido, sendo depois afundado em 1944 como quebra-mar para a invasão da Normandia. O Jean Bart foi renomeado Océan em 1937 e tomado pelos alemães em 1942, sendo afundado dois anos depois. O Paris também fugiu para o Reino Unido e usado como depósito por britânicos e franceses até ser desmontado em 1955.
| Navio     | Armas principais | Deslocamento | Propulsão                            | Serviço          | Serviço          | Serviço          | Serviço            |
| Navio     | Armas principais | Deslocamento | Propulsão                            | Batimento        | Lançamento       | Comissionamento  | Destino            |
| --------- | ---------------- | ------------ | ------------------------------------ | ---------------- | ---------------- | ---------------- | ------------------ |
| Courbet   | 12 × 305 mm      | 25 580 t     | 4 turbinas a vapor; 21 nós (39 km/h) | setembro de 1910 | setembro de 1911 | outubro de 1913  | Afundado em 1944   |
| Jean Bart | 12 × 305 mm      | 25 580 t     | 4 turbinas a vapor; 21 nós (39 km/h) | novembro de 1910 | setembro de 1911 | novembro de 1913 | Desmontado em 1945 |
| Paris     | 12 × 305 mm      | 25 580 t     | 4 turbinas a vapor; 21 nós (39 km/h) | novembro de 1911 | setembro de 1912 | agosto de 1914   | Desmontado em 1956 |
| France    | 12 × 305 mm      | 25 580 t     | 4 turbinas a vapor; 21 nós (39 km/h) | novembro de 1911 | novembro de 1912 | julho de 1914    | Afundou em 1922    |

### ClasseBretagne

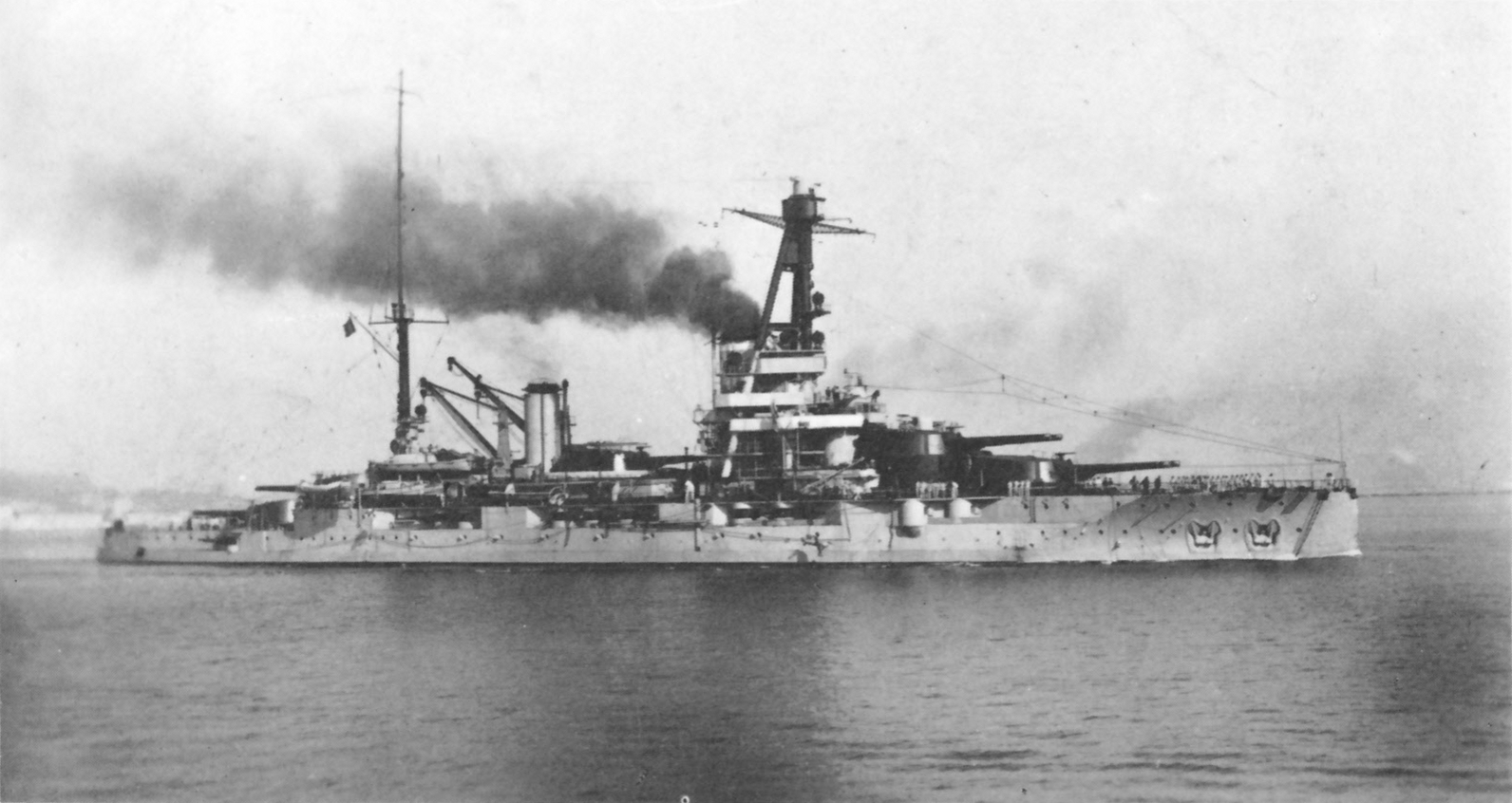
O Bretagne c. 1920

A Classe Bretagne foi modelada a partir da Classe Courbet, usando o mesmo casco em consequência das restrições dos estaleiros franceses. Os trabalhos de projeto começaram antes da Classe Courbet ter sido encomendada e o objetivo era aumentar o tamanho das armas principais para se igualar a superdreadnoughts estrangeiros, como a britânica Classe Orion. O alto comando inicialmente especificou um deslocamento de 23,5 mil toneladas e uma bateria principal de doze canhões de 340 milímetros. As torres para estas armas eram muito mais pesadas que aquelas para 305 milímetros, assim foi impossível manter as mesmas seis torres dentro do deslocamento, sendo reduzidas para cinco. Além disso, o cinturão de blindagem foi reduzido ligeiramente a fim de acomodar o peso maior da bateria principal. Um novo Estatuto Naval foi aprovado em 1912 para uma frota de 28 couraçados até 1920.
Os couraçados foram enviados para Corfu no bloqueio ao Adriático, pouco fazendo pelo restante da Primeira Guerra Mundial. Foram modernizados nas décadas de 1920 e 1930 e participaram de patrulhas de não-intervenção durante a Guerra Civil Espanhola. Os três escoltaram comboios no Oceano Atlântico no início da Segunda Guerra Mundial em 1939, depois disso se concentrando no Mediterrâneo no ano seguinte enquanto a entrada da Itália no confronto ficava mais provável. O Bretagne e o Provence estavam em Mers-el-Kébir quando a França foi derrotada em 1940, sendo atacados no porto em julho pela Força H britânica. O Bretagne foi afundado e o Provence seriamente danificado, retornando para Toulon a fim de passar por reparos, porém foi deliberadamente afundado em 1942 para não ser capturado. Enquanto isso, o Lorraine foi tomado pelos britânicos enquanto estava atracado em Alexandria e entregue às Forças Navais Francesas Livres, participando de bombardeios contra posições alemãs na França ocupada. Foi usado como navio-escola e alojamento depois da guerra, sendo desmontado em 1953.
| Navio    | Armas principais | Deslocamento | Propulsão                            | Serviço        | Serviço          | Serviço         | Serviço            |
| Navio    | Armas principais | Deslocamento | Propulsão                            | Batimento      | Lançamento       | Comissionamento | Destino            |
| -------- | ---------------- | ------------ | ------------------------------------ | -------------- | ---------------- | --------------- | ------------------ |
| Bretagne | 10 × 340 mm      | 26 600 t     | 4 turbinas a vapor; 21 nós (39 km/h) | julho de 1912  | abril de 1913    | janeiro de 1916 | Afundado em 1940   |
| Provence | 10 × 340 mm      | 26 600 t     | 4 turbinas a vapor; 21 nós (39 km/h) | abril de 1912  | abril de 1913    | março de 1916   | Desmontado em 1949 |
| Lorraine | 10 × 340 mm      | 26 600 t     | 4 turbinas a vapor; 21 nós (39 km/h) | agosto de 1912 | setembro de 1913 | março de 1916   | Desmontado em 1954 |

### ClasseNormandie

Desenho da Classe Normandie

O Comitê Técnico da Marinha Nacional emitiu um relatório em 1911 criticando a decisão de adotar uma torre de artilharia principal à meia-nau na linha central da Classe Bretagne, afirmando que ela infligia danos excessivos na superestrutura. Trabalhos em um novo projeto começaram em 1912 e três versões foram preparadas: a primeira era basicamente uma repetição da Classe Bretagne, enquanto as outras duas tentavam soluções radicais para o problema identificado pelo Comitê Técnico. Uma nova torre de artilharia quádrupla foi proposta para evitar a torre de meia-nau, com a primeira variante usando duas dessas torres com uma torre dupla disparando sobreposta. A outra variante tinha quatro torres quádruplas de 305 milímetros. O Estado-Maior decidiu manter as armas de 340 milímetros e escolheu um projeto com três torres quádruplas, uma na frente da superestrutura e duas atrás.
Os primeiros quatro couraçados tiveram suas obras iniciadas em 1913, seguido por um quinto no ano seguinte. Elas foram paralisadas com o início da Primeira Guerra Mundial, pois recursos precisaram ser desviados para projetos mais críticos do Exército de Terra e para a finalização da Classe Bretagne, que estava com sua construção mais avançada. Boa parte do material reunido para a da Classe Normandie acabou usado para outros propósitos, incluindo suas caldeiras para substituir aquelas de embarcações mais velhas, enquanto os canhões principais foram convertidos em armas ferroviárias para o Exército de Terra. Os quatro primeiros navios foram cancelados depois da guerra e partes e materiais destes foram usados para finalizar o Béarn como um porta-aviões. Ele teve um serviço limitado na Segunda Guerra Mundial e depois atuou na Primeira Guerra da Indochina, sendo desmontado em 1967.
| Navio     | Armas principais | Deslocamento | Propulsão                                                         | Serviço         | Serviço          | Serviço         | Serviço                                        |
| Navio     | Armas principais | Deslocamento | Propulsão                                                         | Batimento       | Lançamento       | Comissionamento | Destino                                        |
| --------- | ---------------- | ------------ | ----------------------------------------------------------------- | --------------- | ---------------- | --------------- | ---------------------------------------------- |
| Normandie | 12 × 340 mm      | 28 270 t     | 1 turbina a vapor, 2 motores de tripla-expansão; 21 nós (39 km/h) | abril de 1913   | outubro de 1914  | —               | Desmontado em 1924–25                          |
| Flandre   | 12 × 340 mm      | 28 270 t     | 1 turbina a vapor, 2 motores de tripla-expansão; 21 nós (39 km/h) | outubro de 1913 | outubro de 1914  | —               | Desmontado em 1924                             |
| Gascogne  | 12 × 340 mm      | 28 270 t     | 1 turbina a vapor, 2 motores de tripla-expansão; 21 nós (39 km/h) | outubro de 1913 | setembro de 1914 | —               | Desmontado em 1923–24                          |
| Languedoc | 12 × 340 mm      | 28 270 t     | 1 turbina a vapor, 2 motores de tripla-expansão; 21 nós (39 km/h) | maio de 1913    | maio de 1915     | —               | Desmontado em 1929                             |
| Béarn     | 12 × 340 mm      | 28 270 t     | 1 turbina a vapor, 2 motores de tripla-expansão; 21 nós (39 km/h) | janeiro de 1914 | abril de 1920    | maio de 1927    | Convertido em porta-aviões; desmontado em 1967 |

### ClasseLyon

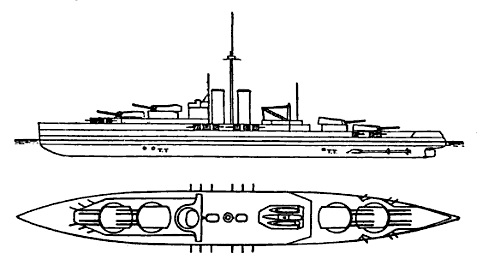
Desenho de uma das variantes do projeto da Classe Lyon

Os trabalhos de projeto para uma nova classe de couraçados começou em 1913 e eles não seriam limitados por infraestrutura, pois novas docas seriam logo finalizadas em Toulon e Brest. A Marinha Nacional considerou aumentar o tamanho dos canhões principais para 380 milímetros a fim de se igualar à britânica Classe Queen Elizabeth, porém os franceses ainda não tinham uma arma desse tipo finalizada, com atrasos necessários para o projeto e testes tendo sido considerados inaceitáveis. Além disso, os franceses esperavam lutar a distâncias em que as armas de 340 milímetros seriam capazes de penetrar blindagens mais grossas, assim aumentar os canhões foi considerado desnecessário. A arma de 340 milímetros foi mantida, mais uma quarta torre de artilharia quádrupla foi adicionada para melhorar o poderio de fogo. As construções dos primeiros navios foram programadas para começar em janeiro de 1915 e os trabalhos de projeto começaram até 1914, porém detalhes sobre sua proteção subaquática ainda não tinham sido finalizados antes do início da Primeira Guerra Mundial. O projeto foi cancelado com a guerra e nenhum material chegou a ser reunido para as embarcações.
| Navio     | Armas principais | Deslocamento | Propulsão                      | Serviço   | Serviço    | Serviço         | Serviço            |
| Navio     | Armas principais | Deslocamento | Propulsão                      | Batimento | Lançamento | Comissionamento | Destino            |
| --------- | ---------------- | ------------ | ------------------------------ | --------- | ---------- | --------------- | ------------------ |
| Lyon      | 16 × 340 mm      | 29 600 t     | Desconhecido; 21 nós (39 km/h) | —         | —          | —               | Cancelados em 1914 |
| Lille     | 16 × 340 mm      | 29 600 t     | Desconhecido; 21 nós (39 km/h) | —         | —          | —               | Cancelados em 1914 |
| Duquesne  | 16 × 340 mm      | 29 600 t     | Desconhecido; 21 nós (39 km/h) | —         | —          | —               | Cancelados em 1914 |
| Tourville | 16 × 340 mm      | 29 600 t     | Desconhecido; 21 nós (39 km/h) | —         | —          | —               | Cancelados em 1914 |

### ClasseDunkerque

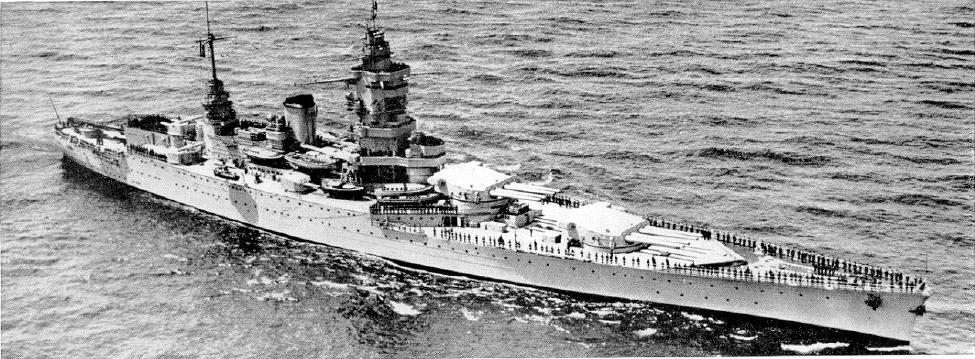
O Dunkerque c. 1937–1939

As cinco principais potências navais do mundo assinaram o Tratado Naval de Washington em 1922 com o objetivo de limitar a construção de couraçados. Sob os termos do tratado, a França recebeu um total de 178 mil toneladas para navios capitais. Todos os signatários foram proibidos de construir novos couraçados por dez anos, exceto por França e Itália, que podiam construir até 71 mil toneladas, pois suas frotas eram formadas por navios mais antigos. A construção de novos couraçados franceses foi adiada por dificuldades financeiras pós-Primeira Guerra Mundial e indecisão sobre o tipo de navio que deveria ser construído. A Marinha Nacional inicialmente planejou couraçados rápidos pequenos para enfrentar os novos cruzadores pesados italianos que ameaçavam as linhas de comunicação francesas no Mediterrâneo. O advento dos cruzadores pesados alemães da Classe Deutschland, armados com seis canhões de 283 milímetros, necessitaram couraçados maiores e com uma blindagem maior para enfrentá-los. Isto acabou levando à Classe Dunkerque.
O Dunkerque e o Strasbourg passaram a maior parte de seus serviços em tempos de paz realizando treinamentos. Ambos foram brevemente usados como a Força de Ataque depois do início da Segunda Guerra Mundial para caçar embarcações alemães atacando comboios no Oceano Atlântico. Os couraçados foram atracados em Mers-el-Kébir em 1940 a fim de dissuadir a entrada da Itália na guerra. Sob os termos do Armistício de 22 de junho de 1940, assinado após a derrota francesa diante dos alemães na Batalha da França, os dois deveriam ser desmilitarizados. Os britânicos atacaram a frota francesa em Mers-el-Kébir para que não pudesse ser tomada pelos alemães, com o Dunkerque sendo seriamente danificado, mas o Strasbourg conseguiu fugir até Toulon. O Dunkerque conseguiu chegar em Toulon também depois de um segundo ataque, porém ambos foram deliberadamente afundados no porto em 1942 para que não fossem tomados pelos alemães. Seus destroços foram desmontados na segunda metade da década de 1950.
| Navio      | Armas principais | Deslocamento | Propulsão                            | Serviço          | Serviço          | Serviço          | Serviço            |
| Navio      | Armas principais | Deslocamento | Propulsão                            | Batimento        | Lançamento       | Comissionamento  | Destino            |
| ---------- | ---------------- | ------------ | ------------------------------------ | ---------------- | ---------------- | ---------------- | ------------------ |
| Dunkerque  | 8 × 330 mm       | 35 500 t     | 4 turbinas a vapor; 29 nós (54 km/h) | dezembro de 1932 | outubro de 1935  | maio de 1937     | Desmontado em 1958 |
| Strasbourg | 8 × 330 mm       | 36 380 t     | 4 turbinas a vapor; 29 nós (54 km/h) | novembro de 1934 | dezembro de 1936 | setembro de 1938 | Desmontado em 1955 |

### ClasseRichelieu

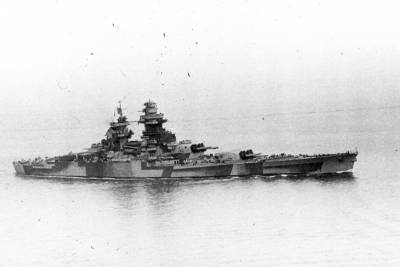
O Richelieu em 1943

Os italianos construíram dois couraçados da Classe Littorio em resposta à Classe Dunkerque, o que fez a França responder. A Marinha Nacional acabou decidindo construir uma versão maior da Classe Dunkerque armada com oito canhões de 380 milímetros em duas torres quádruplas. O projeto foi finalizado em agosto de 1935 e dois navios encomendados, o que colocou os franceses em violação aos termos dos Tratado Naval de Londres, pois tonelagem total das duas novas embarcações excedia o limite de 71 mil toneladas permitido ao país até 1936. Entretanto, o governo francês acusou o Reino Unido de falhar com suas obrigações ao Tratado de Versalhes ao assinar o separado Acordo Naval Anglo-Germânico com a Alemanha, que minava diretamente as limitações armamentistas impostas sobre os alemães após a Primeira Guerra Mundial. Mais dois navios foram encomendados, mas com projetos diferentes, porém apenas o primeiro teve sua construção iniciada e ambos foram cancelados após a derrota na Batalha da França.
O Richelieu e o Jean Bart não estavam prontos na época da rendição francesa em 1940. O Richelieu fugiu para Dacar e o Jean Bart para Casablanca. O primeiro foi atacado por forças britânicas em julho e setembro, porém o segundo foi ignorado porque estava longe de ser finalizado. Os Aliados invadiram o Norte da África em novembro de 1942 e o Jean Bart enfrentou a frota invasora até ser incapacitado pelo couraçado norte-americano USS Massachusetts. As forças franceses no Norte da África passaram para o lado da França Livre após a invasão e o Richelieu foi enviado para os Estados Unidos para ser finalizado e modernizado. Ele depois disso serviu junto com a Frota Doméstica britânica no Oceano Índico e depois na Indochina. O Jean Bart só foi finalizado na década de 1950. Ambos continuaram a servir com a frota francesa, principalmente como navio de treinamento, até serem descomissionados no final da década de 1960 e desmontados.
| Navio      | Armas principais | Deslocamento | Propulsão                            | Serviço          | Serviço         | Serviço         | Serviço            |
| Navio      | Armas principais | Deslocamento | Propulsão                            | Batimento        | Lançamento      | Comissionamento | Destino            |
| ---------- | ---------------- | ------------ | ------------------------------------ | ---------------- | --------------- | --------------- | ------------------ |
| Richelieu  | 8 × 380 mm       | 44 700 t     | 4 turbinas a vapor; 32 nós (59 km/h) | outubro de 1935  | janeiro de 1939 | abril de 1940   | Desmontado em 1968 |
| Jean Bart  | 8 × 380 mm       | 44 700 t     | 4 turbinas a vapor; 32 nós (59 km/h) | dezembro de 1936 | março de 1940   | maio de 1955    | Desmontado em 1970 |
| Clemenceau | 8 × 380 mm       | 44 800 t     | 4 turbinas a vapor; 32 nós (59 km/h) | janeiro de 1939  | —               | —               | Cancelados em 1940 |
| Gascogne   | 8 × 380 mm       | 44 440 t     | 4 turbinas a vapor; 32 nós (59 km/h) | —                | —               | —               | Cancelados em 1940 |

### ClasseAlsace

Desenho da terceira variante do projeto da Classe Alsace

O regime internacional de controle naval ruiu depois do início das obras da Classe Richelieu, pois o Japão e a Itália tinham se recusado a assinarem o Segundo Tratado Naval de Londres, firmado pela França, Estados Unidos e Reino Unido em 1936. A Marinha Nacional assim começou estudos para uma nova classe de couraçados que tiraria vantagem da "cláusula do escalonamento" que permitia deslocamentos de até 46 mil toneladas e uma bateria principal de 406 milímetros. A equipe de projeto preparou vários estudos em 1939, todos os quais derivados de um projeto de três torres de artilharia que tinha sido preparado durante o desenvolvimento da Classe Richelieu. A primeira variante tinha nove canhões de 380 milímetros em três torres triplas, com uma pequena melhoria de blindagem e uma bateria secundária mais poderosa. A segunda variante era essencialmente a mesma, mas com canhões de 406 milímetros, enquanto a terceira tinha três torres quádruplas de 380 milímetros. Nenhuma escolha final chegou a ser tomada. Dois navios foram autorizados em 1940 para as construções começarem no ano seguinte, mas a derrota na Batalha da França levou ao cancelamento da classe.
| Projeto | Armas principais | Deslocamento | Propulsão                      | Serviço   | Serviço    | Serviço         | Serviço            |
| Projeto | Armas principais | Deslocamento | Propulsão                      | Batimento | Lançamento | Comissionamento | Destino            |
| ------- | ---------------- | ------------ | ------------------------------ | --------- | ---------- | --------------- | ------------------ |
| N.º 1   | 9 × 380 mm       | 45 500 t     | Desconhecido; 31 nós (57 km/h) | —         | —          | —               | Cancelados em 1940 |
| N.º 2   | 9 × 406 mm       | 47 800 t     | Desconhecido; 31 nós (57 km/h) | —         | —          | —               | Cancelados em 1940 |
| N.º 3   | 12 × 380 mm      | 51 500 t     | Desconhecido; 32 nós (59 km/h) | —         | —          | —               | Cancelados em 1940 |